# Presidente de Letonia
El presidente de Letonia es el jefe de Estado y comandante en jefe de las fuerzas armadas de la República de Letonia. El presidente es elegido por el Saeima por un mandato de cuatro años. Hasta el momento, todos los presidentes han cumplido dos mandatos en el cargo excepto Gustavs Zemgals. En caso de ausencia, el presidente del Saeima asume el cargo de forma interina, caso que se dio tras la independencia de Letonia cuando Anatolijs Gorbunovs ejerció como presidente desde 1991 hasta 1993.

## Elección
El presidente es elegido por el parlamento (Saeima) en mandatos de cuatro años, aunque hasta 1997 los mandatos eran de tres años. Un presidente solo puede ocupar el cargo durante dos mandatos como máximo. La elección se realiza de forma secreta y por mayoría absoluta.

## Facultades
El presidente ejerce de jefe de Estado, desempeñando una función ceremonial como es normal en otras repúblicas parlamentarias, donde el presidente tiene más influencia y autoridad que poder político.
Aunque el presidente es formalmente el comandante en jefe de las fuerzas armadas, firma tratados, representa a Letonia en el extranjero y oficialmente nombra a los embajadores, estas facultades están constitucionalmente sujetas a la firma conjunta del primer ministro o del ministro competente, el cual es responsable de ellas. El presidente, sin embargo, tiene discreción para proponer nueva legislación al Parlamento, vetar legislaciones, convocar referéndums que versen sobre leyes y nombrar al primer ministro. El presidente también tiene el derecho, in extremis, de convocar un referéndum para disolver el Parlamento: si el referéndum tiene resultado positivo, el Parlamento es disuelto, pero si el resultado es negativo, el presidente está obligado a dimitir.

## Lista de presidentes
Esta es la lista de los presidentes de la República de Letonia:

| #                                                                               | #  | Nombre                                     | Nombre | Inicio de mandato       | Final de mandato        | Partido político                     |
|                                                                                 | 1  | Jānis Čakste                               |        | 17 de diciembre de 1922 | 14 de marzo de 1927     | Partido del Centro Democrático       |
|                                                                                 |    | Pauls Kalniņš (Presidencia interina)       |        | 14 de marzo de 1927     | 8 de abril de 1927      | Partido Obrero Socialdemócrata Letón |
|                                                                                 | 2  | Gustavs Zemgals                            |        | 8 de abril de 1927      | 4 de septiembre de 1930 | Partido del Centro Democrático       |
|                                                                                 | 3  | Alberts Kviesis                            |        | 4 de septiembre de 1930 | 4 de noviembre de 1936  | Unión de Agricultores de Letonia     |
|                                                                                 | 4  | Kārlis Ulmanis                             |        | 4 de noviembre de 1936  | 21 de julio de 1940     | Independiente                        |
| Letonia integrada en la Unión Soviética (21 de julio de 1940-4 de mayo de 1990) |    |                                            |        |                         |                         |                                      |
|                                                                                 |    | Anatolijs Gorbunovs (Presidencia interina) |        | 4 de mayo de 1990       | 8 de julio de 1993      | Vía Letona                           |
|                                                                                 | 5  | Guntis Ulmanis                             |        | 8 de julio de 1993      | 8 de julio de 1999      | Unión de Agricultores de Letonia     |
|                                                                                 | 6  | Vaira Vīķe-Freiberga                       |        | 8 de julio de 1999      | 7 de julio de 2007      | Independiente                        |
|                                                                                 | 7  | Valdis Zatlers                             |        | 8 de julio de 2007      | 8 de julio de 2011      | Independiente                        |
|                                                                                 | 8  | Andris Bērziņš                             |        | 8 de julio de 2011      | 8 de julio de 2015      | Unión de Verdes y Campesinos         |
|                                                                                 | 9  | Raimonds Vējonis                           |        | 8 de julio de 2015      | 8 de julio de 2019      | Partido Verde de Letonia             |
|                                                                                 | 10 | Egils Levits                               |        | 8 de julio de 2019      | 8 de julio de 2023      | Independiente                        |
|                                                                                 | 11 | Edgars Rinkēvičs                           |        | 8 de julio de 2023      | Presente                | Unidad                               |